# Myriocarpa obovata
Myriocarpa obovata là loài thực vật có hoa trong họ Tầm ma. Loài này được Donn. Sm. mô tả khoa học đầu tiên năm 1908.